# 離煙パイプ
離煙パイプ（りえんぱいぷ）とは、マジカルが開発した禁煙グッズである。日本・中国・韓国・スペイン・イタリア・イギリス・アメリカ・カナダで発売されている。

## 概要
離煙パイプは、1番から31番まで番号の書いてある31本のパイプから構成されている。いつも通りにタバコを喫煙する際、タバコの吸口部分に離煙パイプを取り付けるだけで禁煙できる。「吸いながら禁煙できる」ことからタバコを我慢する必要はない禁煙方法となる。1日置きにパイプを番号通りに取り替えていくため完全禁煙は31日が目安となっているが、人によっては2度使いが必要になるため、2ヶ月ほどかかる場合もある。同梱の「プログラム読本」にその禁煙プログラムの詳細が記載されている。
パイプにはニコチン摂取量を減らすための横穴が開けられている。パイプの番号が大きくなるほど横穴が大きくなり、ニコチン摂取量を減らすことができる。ニコチンの減少率は、1番で3％、5番で15％、10番で30％、15番で45.5％、20番で61％、25番で75.5％、31番で95%である。このように段階的にニコチン摂取量を1本あたり0.005mgまで減少させニコチン依存からの脱却をはかる。その後に禁煙を行うことで、ニコチン依存を低い状態から禁煙できるため、離脱症状も軽くなる。
また、1本のパイプで吸える本数に制限はなく、中心部の中子は特殊構造になっていて、タールを吸着させてカットする。パイプ・中子ともに洗浄可能である。離煙パイプは丸洗いが可能で使い捨てではないため、「2度使い」の時は以前に使用したパイプを再び使える。

## 仕組み
各パイプには、番号ごとに異なる大きな差のミクロの穴が空いており、空気の吸入量のみでニコチンを徐々にカットする仕組みになっている。ミクロ単位の精度で横穴が開けられていて、吸う際はタバコからの主流煙と横穴からの空気を同時に吸い込ませることでニコチン摂取量を減少させる仕組みとなっている。※薬剤、フィルターなどは一切使われていない。
どの銘柄のタバコでも使用可能であるが、ニコチンの含有量により禁煙まで達成する日数などには違いがある。ニコチン0.1mgのタバコであれば31日後、つまり31番パイプでニコチン摂取量は0.005mgだが、0.2mg以上のタバコでは31番まで使用した後に、0.1mgのタバコに銘柄を替えて適切な番数のパイプから31番まで吸いニコチン摂取量0.005mgにする必要がある。
最終段階の0.005mgのニコチン摂取量は、非喫煙者が空気中のニコチンを吸い込む量と同じ摂取量の値のため、タバコを吸っていても体内のニコチン依存性は禁煙している状態と同じ値に下げていく。